# Castro Alves
 (février 2019).
Si vous disposez d'ouvrages ou d'articles de référence ou si vous connaissez des sites web de qualité traitant du thème abordé ici, merci de compléter l'article en donnant les références utiles à sa vérifiabilité et en les liant à la section « Notes et références ».
Antônio Frederico de Castro Alves (Curralinho, 14 mars 1847 - Salvador, 6 juillet 1871) était un poète et dramaturge brésilien, célèbre pour ses poèmes abolitionnistes et républicains. L'un des plus célèbres poètes du « Condorisme », il a acquis le surnom de « O Poeta dos Escravos » (Poète des esclaves). Il a été membre de l'Académie brésilienne des lettres.

## Œuvres
Poésie
- (pt) Espumas Flutuantes, 1870
- (pt) A Cachoeira de Paulo Afonso, 1876
- (pt) Os Escravos, 1883
- Hinos do Equador, dans l'édition de ses Obras Completas (1921)
- Tragédia no Mar
- (pt) O Navio Negreiro, 1869

Théâtre
- Gonzaga ou a Revolução de Minas, 1875